# Flanders Nippon Golf
Golfclub Hasselt, ook gekend als Flanders Nippon Golf & Business Club is een Belgische golfclub bij Hasselt. De club bevindt zich tussen het Albertkanaal, het gehucht Godsheide, de Universiteitslaan (N702) en Park H. De rivier de Demer stroomt door de golfbaan.

## De baan
In de omgeving van Godsheide en het Albertkanaal, op een vrij vlak terrein, kan men golfen op een 18-holes golfbaan en op een publieke 9-holes par 3 baan.

De 18-holes baan is een ontwerp van Paul Rolin met assistentie van Jacques Wirtz. De baan wordt vaak doorsneden door de demer met diverse zijtakken en beken. Deze vele waterpartijen verhogen de moeilijkheidsgraad van deze baan.

De publieke 9-holes baan is verweven met de 18-holes baan

## De oefeninfrastructuur
De oefen infrastructuur valt onder de Hasselt Golf Academy (HGA).

Deze omvat de driving range, de putting green met 18 holes en een chipping practice met bunker. 
De overdekte driving range heeft diverse targets en is ook voorzien van een oefenbunker.

## Trivia
Het beeld 'Narcissus', ook gekend als een fallussymbool, van Walter Vilain werd in 1999 gezet in een vijver op de golfbaan.

De golfclub Hasselt is thuisbasis voor de golf topsportschool onder hoede van de Vlaamse Vereniging voor Golf.
 

In het voorjaar van 2024 werd er als grap, door onbekenden, een flyer aangemaakt die opriep om bomen te planten op het golfterrein. 

 

De golfbaan in Hasselt doet ook dienst als terrein om footgolf te spelen.

De par 33 golfbaan in Hasselt is de enige publieke golfbaan in Vlaanderen.

## Ontstaan en geschiedenis
De golfclub opende in het kader van zusterstadrelatie met de Japanse stad Itami.

Op 8 juli 1987 werd de golfclub opgericht als vzw door de stad Hasselt, met als doel een Vlaams-Japans ontmoetingscentrum in te richten voor bedrijven.
Het stadsbestuur stond in voor de planning en realisatie van de golfbaan, de bedoeling was dat Japanse bedrijven mee zouden investeren in de aanlag, maar dit gebeurde niet.
 

In eerste instantie werden ook enkel bedrijven als lid aanvaard, maar na enkele jaren werden ook particuliere leden toegestaan.

Het terrein is ongeveer 100 ha groot, waarvan 30 ha golfterrein, 30 ha bos en 40 ha waterlopen en vijvers. 
De golfbaan ligt in het overstromingsgebied van de Demer.   
Bij uitzonderlijk hevige regenval staat de golfbaan onder water. De greens zijn waar mogelijk hoger aangelegd om overstroming hiervan te vermijden.

De gronden zijn nog steeds eigendom van de stad Hasselt, maar de gronden en infrastructuur werden in erfpacht gegeven aan de uitbaters van de golfclub. 
In 2016 werd de erfpacht voor 15 jaar verlengd, dit ging gepaard met investeringen door stad Hasselt en het verplicht openstellen van de wandelpaden door de golfclub.
 

In 2021 werd de naam, die de uitbater naar de buitenwereld zal gebruiken om de golfbaan te promoten, aangepast naar 'Golfclub Hasselt'.